# Оцих
Оцих — упразднённое село в Цунтинском районе Дагестана. На момент упразднения входило в состав Шапихского сельсовета. Исключено из учётных данных в 1970-е годы.

## География
Располагалось на правобережном склоне долины реки Метлуда, в 1,5 км к северо-востоку от села Шапих. На современных топокартах обозначается как отдаленный район села Шапих.

## История
До вхождения Дагестана в состав Российской империи селение входило в состав общества Дидо-Шуратль. После присоединения к Российской империи числилось в Шапихском сельском обществе Дидоевского наибства Андийского округа Дагестанской области. В 1895 году селение состояло из 5 хозяйств. По данным на 1926 год хутор Оцих состоял из 3 хозяйств. В административном отношении входил в состав Шапихского сельсовета Цумадинского района. С 1930 года в составе Цунтинского района. В 1944 году все население села переселено в село Агишты Веденского района бывшей ЧИАССР. Восстановлено после 1957 года. Являлось отделением колхоза имени 30 лет ВЛКСМ села Шапих, затем бригада колхоза имени Энгельса. Последний раз учтено в переписи 1970 года.

## Население
| Численность населения | Численность населения | Численность населения | Численность населения | Численность населения | Численность населения | Численность населения |
| 1888                  | 1895                  | 1908                  | 1914                  | 1926                  | 1939                  | 1970                  |
| --------------------- | --------------------- | --------------------- | --------------------- | --------------------- | --------------------- | --------------------- |
| 23                    | ↗33                   | ↘31                   | →31                   | ↘17                   | ↗30                   | ↘9                    |

По данным Всесоюзной переписи населения 1926 года, в национальной структуре населения дидойцы составляли 100 %